# 漢普頓錨地
漢普頓錨地（英語：Hampton Roads）是一個位於美國維吉尼亞州東南部的環水市區，英文原名既可指這市區，亦可指被這個市區圍繞的水域。世界上最大的軍港：美國海軍諾福克基地即位於此。

漢普頓錨地

水域方面，Hampton Roads包含詹姆斯河、伊莉莎白河及其他幾條小河的河口，本身則通過切薩皮克灣連接大西洋。
地域方面，漢普頓錨地被劃分成二個地區：維吉尼亞半島（或稱北邊半島），和南邊的南漢普頓錨地（在當地，南漢普頓錨地亦稱「南地」，但在該州正南方，更入內陸的地方亦有區域叫「南地」）。維吉尼亞半島是都会统计区維珍尼亞海灘-諾福克-紐波特紐斯（VA-NC MSA）的其中一部份，整個大市區的人口約有160萬。

## 歷史
1. 漢普頓錨地海戰（1862年3月8至9日）

## 當前的獨立城市
- 切薩皮克 (Chesapeake, VA)
- 漢普頓 (Hampton, VA)
- 紐波特紐斯 (Newport News, VA)
- 諾福克 (Norfolk, VA)
- 普庫森市 (Poquoson, VA)
- 朴次茅斯 (Portsmouth, VA)
- 薩福克 (Suffolk, VA)
- 維吉尼亞海灘 (Virginia Beach, VA)
- 威廉斯堡 (Williamsburg, VA)

## 縣

### 隸屬維吉尼亞州
- 格洛斯特郡 (Gloucester County, VA)
- 懷特島郡 (Isle of Wight County, VA)
- 詹姆斯市縣 (James City County, VA)
- 馬修斯郡 (Mathews County, VA)
- 約克縣 (York County, VA)

### 隸屬北卡羅萊納州
- 柯里塔克郡 (Currituck County, NC)
- 蓋茨郡 (Gates County, NC)

## 其他
- 詹姆斯鎮（1607）
- Kecoughtan（1610）, 後成為了漢普頓錨地的一部分
- 中央種植園（1632）, 1699年後成為了威廉斯堡
- 伊麗莎白河郡（1634-1643）
- 華威河郡（1634-1643）
- 查理斯河郡（1634-1643）
- 詹姆斯市郡（1634-1643）
- 伊麗莎白市縣（1643-1952）
- 華威市縣（1643-1952）
- 腓比斯城（1900-1952）
- 華威市（1952-1958）
- 新諾福克縣（1636-1637）
- 低諾福克縣（1637-1691）
- 高諾福克縣（1637-1646）

## 交通
主要機場服務：諾福克國際機場。

## 維吉尼亞歷史三角
維吉尼亞歷史三角位於美國的維吉尼亞半島包括了詹姆斯鎮、約克鎮和威廉斯堡三個殖民地社區，合為殖民地大路 。殖民地大路把受保護的三個維吉尼亞的殖民地社區連接起來，當中還有一條供遊客欣賞風景和田園的車行道。車行道經常有野生生物和水鳥沿車行道行走（或橫越）。
在大路附近的詹姆斯河和約克河末端，有一些家庭允許他們的孩子用麵包餵海鷗。殖民地大路是免費的。

### 詹姆斯鎮簡介
1607年，第一個英國在美國建立的新世界就是詹姆斯鎮。今天，遊客可以參觀詹姆斯鎮節日公園和詹姆斯鎮海島。村莊和殖民地堡壘的休閒，和當前的工作是進行中的考古學站點。
在詹姆斯鎮的二個主要區域分別是前詹姆斯鎮節日公園（活生生的歷史博物館），公園裏有由維吉尼亞聯邦管理的複製船。除了詹姆斯鎮海島外，當地還有極具歷史價值的詹姆斯鎮。

### 威廉斯堡簡介
1699年，根據威廉與瑪麗學院學生的建議，維吉尼亞的郡首府從詹姆斯鎮遷往中央種植園，為了紀念時任英格蘭國王威廉三世，中央種植園後改名為威廉斯堡。
從1780年起，幾乎150年來，威廉斯堡成了一個被遺忘了的小鎮。直到20世紀初期，在Goodwin牧師博士、Bruton Parish Church及Standard Oil等的努力下，威廉斯堡不但被保存下來，許多18世紀殖民時代的輝煌的建築都被恢復和重建，成為當地特色。它就是殖民地威廉斯堡，現今是一個普遍的旅遊景點。

### 約克鎮簡介
維吉尼亞歷史三角的第三點是約克鎮，英軍總司令康華里將軍投降的地方，結束了美國革命。